# Sekundærrute 405
De Sekundærrute 405 is een secundaire weg in Denemarken. De weg loopt van Sønderborg naar Nordborg. De Sekundærrute 405 loopt door Zuid-Denemarken en is ongeveer 27 kilometer lang.